# 羊角乡 (唐县)
羊角乡，是中华人民共和国河北省保定市唐县下辖的一个乡镇级行政单位。

## 行政区划
羊角乡下辖以下地区：
羊角村、木栏村、花盆村、白花村、尖梢村、北山村、满心村、马庄尔村、黑角村、僧贯村、宋家楼村、塔子沟村、令公铺村和上苇村。